# 애경그룹
애경그룹(愛敬-)은 1950년 9월에 시작된 대한민국의 기업집단이다.

## 역사
한국 전쟁이 끝난 이후에 대한민국의 국가 재건과 산업화의 싹을 틔우던 시절인 1954년 故 채몽인(蔡夢印)창업주가 직원 50여 명과 함께 당시 서울특별시 영등포구(현재 구로구 구로동)에서 시작한 비누공장인 애경유지공업㈜이 시초이다. 대한민국산 비누가 귀했던 당시에 첫 해에만 세탁비누 23만 개를 생산하기도 했다.
1956년 1월에는 대한민국 독자 기술로 만든 최초의 화장비누인 '미향'(美香)을 개발한다. 미향은 출시 한 달에 100만 개를 판매하는 당시로선 큰 판매 기록을 세웠다. 1966년 12월 1일에는 대한민국 최장수 주방 세제인 트리오를 출시하였다. 트리오는 시장 점유율 70∼90%를 기록하며 출시 4년 만에 생산량이 18배로 늘었다. 이후 대한민국에서 트리오는 주방 세제의 대명사가 됐다. 이렇게 회사는 생활용품 사업을 기반으로 성장하였다.
성장 가도에 있던 1970년 채몽인 사장이 갑작스럽게 사망하자 아내이자 가정주부였던 장영신이 회사 운영에 나선다. 1970년대에는 애경화학과 애경유화의 전신인 삼경화성을 설립하는 등 기초화학 분야로 영역을 넓힌다. 1993년 서울특별시 구로구 구로동의 옛 공장 터에 애경백화점(현 AK플라자 구로본점) 개관을 시작으로 유통업에 진출한다. AK플라자로 이름을 바꾼 애경백화점은 이후 수원점 분당점 평택점 원주점을 차례로 열어 2014년까지 5개 점포를 운영하고 있다.
2006년에는 제주특별자치도와 합작해 세운 저비용 항공사인 제주항공을 취항시킨다. 2008년에는 군인공제회와의 합작을 통해 부동산 개발 회사 AM플러스자산개발을 설립한다. 2014년에는 경기도 수원시 팔달구에 '노보텔 앰배서더 수원'을 개관하며 호텔업에도 발을 들여놓는 등 사업을 다각화했다.
이렇게 애경은 생활, 항공, 화학, 유통, 부동산 개발 등의 분야에 20개 계열사를 거느린 중견 그룹으로 성장했다. 2014년 5조 3,000억 원의 매출을 올렸는데, 이 중에는 유통, 부동산 개발 부문이 40%, 화학 부문이 40%를 각각 차지하고 있다. 가족 기업으로 경영권 다툼이 한번도 일어나지 않은 그룹이기도 하다. 2012년에 애경유화에서 AK홀딩스를 인적분할한 뒤, 그룹의 컨트롤타워로 세우고 지주회사 체제로 전환을 시작했다. 창립 50주년을 맞은 2014년에 들어 지주사 체제로의 전환을 마치고 부문제를 도입하면서 장영신 회장이 경영일선에서 물러났다. 그리고 그녀의 아들, 딸, 사위가 운영에 행보를 넓히며 활발한 2세 경영을 펼치고 있다. 장남인 채형석 애경그룹 총괄부회장이 사실상 그룹경영을 책임지고 있고, 차남 채동석 부회장은 애경백화점 등 유통부문을 맡고 있다. 3남인 채승석 애경개발 사장은 부동산 사업을 담당하고, 외동딸인 채은정 애경산업 부사장과 그의 남편 안용찬 애경그룹 생활·항공부문 부회장이 생활용품 및 제주항공 사업부문을 맡고 있다. 지주사인 AK홀딩스는 채영석 애경그룹 부회장 등 장 회장 일가가 대주주로 있으며 이들이 가진 AK홀딩스 지분은 총 49.8%다.
애경그룹은 2017년 제주항공, 애경유화, 애경산업 등 주요 계열사를 포함한 그룹 실적에서 사상 최대 성과를 냈다. 10년간 수익 중심의 경영을 한 결과 2008년 이후 재무구조가 매년 개선됐고, 연평균 19%의 영업이익 증가율을 기록했다. 2018년의 목표는 전년 대비 20% 대의 영업이익 증가로, 이를 위해 4천600억원대의 투자를 계획했고, 1천300여명의 신규채용을 예정하고 있다. 더불어 서울특별시 마포구의 홍대에 짓고 있는 신사옥이 2018년 7월 완공하여 8월 입주할 예정이다. 1976년부터 구로구에 본사를 두어왔던 애경그룹은 그룹 통합 사옥으로 신사옥을 구성할 계획이다. 그룹지주회인사 AK홀딩스를 비롯해 애경산업, AK켐텍, AM플러스자산개발, AK아이에스, 마포애경타운 등 6개 사가 입주한다. 신사옥의 규모는 연면적 기준 5만3천909m2으로, 복합시설동(판매시설, 업무시설, 숙박시설, 근린생활시설)과 공공업무시설동 등으로 구성돼 있다. 그룹 계열회사의 업무시설 외에 제주항공에서 운영하는 '홀리데이 인 익스프레스 서울 홍대' 호텔이 294실 규모로 들어설 계획이다.
대한민국 최장수 주방 세제인 트리오는 2016년까지 50년 동안 누적 생산량 93만 톤, 8억 6,778만개 생산을 기록하고 있다.

## 계열사 목록
유통 및 부동산
- 애경유지공업&ARD홀딩스(AK플라자)
- AKS&D((구)ARD홀딩스)
- AK글로벌
- 애경개발
- AM플러스자산개발

생활
- 애경산업(MBC/tvN)
- 에이텍
- 애경피엔티
- 에이케이아이에스
- 애드미션
- 네오팜

항공사
- 제주항공

화학
- 애경케미칼
- 애경특수도료
- 코스파
- 애경바이오팜((구)AK&MN 바이오팜)
- 애경레지콘

통신 및 미디어
- 애경와이플러스
- 애경예스비전
- 미디어워터